# République soviétique socialiste autonome kirghize (1926-1936)
Ne doit pas être confondu avec République socialiste soviétique kirghize ou République soviétique socialiste autonome kazakhe.
 (mars 2025).
Si vous disposez d'ouvrages ou d'articles de référence ou si vous connaissez des sites web de qualité traitant du thème abordé ici, merci de compléter l'article en donnant les références utiles à sa vérifiabilité et en les liant à la section « Notes et références ».
1926–1936
Entités précédentes :
- Oblast autonome kara-kirghiz

Entités suivantes :
- RSS kirghize

La République soviétique socialiste autonome kirghize, ou RSSA kirghize (en kirghize : Кыргыз Автономиялык Социалисттик Советтик Республикасы ; en russe : Кыргызская Автономная Советская Социалистическая Республика ; littéralement : « République des conseils socialiste autonome kirghize »), est une république autonome membre de la République socialiste fédérative soviétique de Russie (RSFSR), de 1926 à 1936.

## Histoire
Le 11 février 1926, l'oblast autonome kara-kirghiz , au sein de la RSFSR, est réorganisé, créant la République soviétique socialiste autonome kirghize. La RSSA kirghize avait pour capitale Frounzé (aujourd'hui Bichkek).
Le 5 décembre 1936, elle est pleinement intégrée à l'URSS, sous le nom de République socialiste soviétique kirghize.